# Conroe
Conroe és una població dels Estats Units a l'estat de Texas. Segons el cens del 2000 tenia 36.811 habitants.

## Demografia
Segons el cens del 2000, Conroe tenia 36.811 habitants, 13.145 habitatges, i 8.728 famílies. La densitat de població era de 376,1 habitants/km².
Dels 13.145 habitatges en un 35,3% hi vivien nens de menys de 18 anys, en un 47,5% hi vivien parelles casades, en un 13,5% dones solteres, i en un 33,6% no eren unitats familiars. En el 27,2% dels habitatges hi vivien persones soles el 9,5% de les quals corresponia a persones de 65 anys o més que vivien soles. El nombre mitjà de persones vivint en cada habitatge era de 2,73 i el nombre mitjà de persones que vivien en cada família era de 3,33.
Per edats la població es repartia de la següent manera: un 28,1% tenia menys de 18 anys, un 13,4% entre 18 i 24, un 31,6% entre 25 i 44, un 17,3% de 45 a 60 i un 9,7% 65 anys o més.
L'edat mediana era de 29 anys. Per cada 100 dones de 18 o més anys hi havia 98,9 homes.
La renda mediana per habitatge era de 34.123$ i la renda mediana per família de 37.201$. Els homes tenien una renda mediana de 29.468$ mentre que les dones 23.025$. La renda per capita de la població era de 16.841$. Aproximadament el 15% de les famílies i el 19,3% de la població estaven per davall del llindar de pobresa.

## Poblacions més properes
El següent diagrama mostra les poblacions més properes.